# Patrick Galbraith
Patrick Galbraith (n. 16 de abril de 1967 en Tacoma, Washington, Estados Unidos) es un exjugador de tenis estadounidense especializado en dobles. En esa especialidad conquistó 36 títulos y alcanzó a ser N.º 1 del ranking mundial en 1993.

## Finales de Grand Slam

### Finalista Dobles (2)
| Año  | Torneo    | Pareja        | Oponentes en la final          | Resultado      |
| 1993 | Wimbledon | Grant Connell | Todd Woodbridge Mark Woodforde | 5-7 3-6 6-7(4) |
| 1994 | Wimbledon | Grant Connell | Todd Woodbridge Mark Woodforde | 6-7(3) 3-6 1-6 |